# Pachymylus
Pachymylus is een geslacht van uitgestorven draakvissen behorend tot de familie Callorhynchidae. De typesoort Pachymylus leedsi werd beschreven in 1892 door Arthur Smith Woodward, en is bekend uit de Oxford Clay van Peterborough, Engeland uit het Midden- tot Laat-Jura (Callovien-Oxfordien). Onbepaalde overblijfselen van het geslacht zijn ook bekend uit het Midden-Jura (Bajocien) van Frankrijk.